# Geoffrey Copleston
Geoffrey Copleston, auch Copplestone (* 18. März 1921 in Manchester; † 1999) war ein britischer Schauspieler.

## Leben
Copleston kam durch seine Bekanntschaft mit Regisseur King Vidor zu seiner ersten Filmrolle im Alter von 35 Jahren, als er in Krieg und Frieden einen französischen Offizier darstellte. Weitere knapp zehn Jahre später begann der untersetzte, massige Copleston, nachdem er für die englischsprachige Version von Sergio Corbuccis Django verantwortlich zeichnete, eine Karriere als Charakterdarsteller in Italien, die ihn bis Mitte der 1990er Jahre als Militär, Hoteldirektor, Polizeibediensteten, Touristen oder korrupten Politiker zeigte. In der sechsteiligen Fernsehfilmserie um „Jack Clementi“ spielte Copleston 1988/1989 den „Mr. Winterbottom“.
Copleston arbeitete auch als Übersetzer einiger Bücher vom Italienischen ins Englische.

## Filmografie (Auswahl)
- 1956: Krieg und Frieden (War and Peace)
- 1966: Eine Flut von Dollars (Un fiume di dollari)
- 1966: Das rote Phantom schlägt zu (Superargo contro Diabolikus)
- 1968: Der Coup der 7 Asse (Sette volte sette)
- 1969: Nackt über Leichen (Una sull'altra)
- 1974: Brot und Schokolade (Pane e cioccolata)
- 1974: Der Nachtportier (Il portiere di notte)
- 1974: Die Rotröcke (Giubbe rosse)
- 1976: Der große Angeber (Le grand escogriffe)
- 1976: Nina – Nur eine Frage der Zeit (A Matter of Time)
- 1977: A Man Called Magnum (Napoli si ribella)
- 1977: Nackt unter Kannibalen (Emanuelle e gli ultimi cannibali)
- 1978: Die große Offensive (Il grande attacco)
- 1979: Der Millionenfinger (Mani di velluto)
- 1979: S.H.E. (S+H+E: Security Hazards Expert)
- 1980: Meine Frau ist eine Hexe (Mia moglie è una strega)
- 1980: Der Puma Mann (L’uomo puma)
- 1981: The Black Cat (Il gatto nero)
- 1982: Giuseppe Verdi – Eine italienische Legende (Verdi)
- 1983: Der Feuersturm (The Winds of War)
- 1984–1986: Allein gegen die Mafia (La piovra)
- 1986: Die Klugscheißer (Asilo di polizia)
- 1987: Der Sizilianer (The Sicilian)
- 1988–1989: Jack Clementi – Anruf genügt… (Il professore, Serie von Fernsehfilmen)
- 1991: Michelangelo – Genie und Leidenschaft (A Season of Giants)